# Необходимая вещь
«Необходи́мая вещь» — рассказ классика фантастического жанра Роберта Шекли. Впервые был опубликован в 1955 году. В 1968 году вошёл в сборник «Ловушка для людей». 
Юмористический фантастический рассказ из цикла про Грегора и Арнольда из «ААА-ПОПС» — Астронавтического антиэнтропийного агентства по оздоровлению природной среды.
В русском переводе издавался под названиями «Конфигуратор» (в переводе А. Корженевского), «Необходимая вещь» (в переводе А. Ежкова) и «Минимум необходимого» (в переводе В. Вебера).

## Сюжет
Арнольд решает, что вместо того, чтобы загружать корабль огромным количеством всевозможных запасных частей и других вещей, которые могут понадобиться в космосе, достаточно взять с собой единственное устройство — Конфигуратор, который может изготовить любую запрошенную вещь. Его партнёр Грегор сомневается, но после демонстрации машины соглашается с планом. Партнёры вылетают на задание, однако при посадке их корабль терпит аварию, средства связи выходят из строя.
Единственный способ исправить положение — воспользоваться Конфигуратором. Однако из десяти требуемых панелей обшивки корабля машина производит только одну. Партнёры выясняют, что Конфигуратор изготовляет все запрашиваемые предметы в единственном экземпляре. Остальные девять панелей удаётся изготовить из альтернативных материалов. Однако для починки системы управления требуются четыре одинаковых платы, и замена материала в этом случае невозможна. Арнольд предполагает, что виной тому — управляющий машиной искусственный интеллект, который «теряет интерес» к предмету, изготовив его единожды. Партнёры расписывают Конфигуратору прелести повторения, и машина изготавливает вторую плату, но «убеждается», что повторение не так интересно, как его расхваливали, и больше не поддаётся на уговоры. Как выясняется, отказ от повторений относится в том числе и к продуктам питания.
Грегору приходит в голову спасительная идея. Он приказывает Конфигуратору воспроизвести свою копию, а копии — изготовить необходимую деталь. Повторив эти действия ещё раз, они чинят свой корабль и возвращаются домой. По прибытии Арнольд придумывает план обогащения, приказав каждому Конфигуратору произвести по драгоценному камню. Однако машинам понравилось воспроизводить себе подобных, и отныне они отказываются создавать что-либо помимо копий самих себя.